# Classic Cash: Hall of Fame Series
Classic Cash: Hall of Fame Series je album Johnnyja Casha, objavljen 1988. u izdanju Mercury Recordsa. Sastoji se u cijelosti od obrada pjesama povezanih s Cashom iz njegovih dana u Sunu i Columbiji. Album je kritiziran zbog upotrebe nekoliko kontroverznih produkcijskih tehnika, kao što su sintesajzeri, u pokušaju da se stare Cashove pjesme prilagode modernoj publici.

## Popis pjesama
1. "Get Rhythm" (Cash) – 2:30
2. "Tennessee Flat Top Box" (Cash) – 3:06
3. "Long Black Veil" (Danny Dill/Marijohn Wilkin) – 3:14
4. "A Thing Called Love" (Jerry Reed) – 2:15
5. "I Still Miss Someone" (Cash/Roy Cash) – 2:58
6. "Cry Cry Cry" (Cash) – 2:24
7. "Blue Train" (Billy Smith) – 2:03
8. "Sunday Mornin' Comin' Down" (Kris Kristofferson) – 3:54
9. "Five Feet High and Rising" (Cash) – 2:43
10. "Peace in the Valley" (Thomas A. Dorsey) – 2:54
11. "Don't Take Your Guns to Town" (Cash) – 2:55
12. "Home of the Blues" (Cash/Glen Douglas/Vic McAlpin) – 3:14
13. "Guess Things Happen That Way" (Jack Clement) – 2:44
14. "I Got Stripes" (Cash/Charlie Williams) – 2:01
15. "I Walk the Line" (Cash) – 2:33
16. "Ring of Fire" (June Carter Cash/Merle Kilgore) – 2:43
17. "The Ballad of Ira Hayes" (Peter La Farge) – 2:51
18. "The Ways of a Woman in Love" (Bill Justis/Charlie Rich) – 2:38
19. "Folsom Prison Blues" (Cash) – 2:44
20. "Suppertime" (Ira Stanphill) – 2:22

## Izvođači
- Johnny Cash - vokali, akustična gitara, producent
- Earl Ball - klavir
- Bob Wootton - električna gitara
- W.S. Holland - bubnjevi
- Jack Hale - harmonika, truba francuski rog
- Bob Lewin - sintesajzer, truba
- Terry McMillan - harmonika
- Bryan Bongo O'Hanlon - perkusije
- Matt Rollings - orgulje
- Jim Soldi - akustična gitara, dobro, električna gitara, prateći vokali, sintesajzer gitara
- Jimmy Tittle - bas, prateći vokali, pomoćni producent